# Returpack
Returpack är samlingsnamnet för de båda bolagen Returpack-Burk Svenska AB och Returpack-Pet Svenska AB. De två bolagen ansvarar för aluminiumburkar respektive PET-flaskor med pant. Returpacks uppgift är att informera om pantsystemet, administrera ekonomin samt samordna återtagningen av pantförpackningar så att systemet fungerar i alla led. 
Returpack ägs till 50% av Sveriges Bryggerier, 25% av Svensk dagligvaruhandel 25% av Livsmedelshandlareförbundet (SSLF). VD är Bengt Lagerman. Uppsamlingsfabriken ligger i Norrköping dit alla burkar och flaskor som pantats i Sverige sorteras, räknas och balas. Både flaskorna och burkarna blir senare nya flaskor och burkar.
Returpacks intäkter består till stor del av pantavgiften som läggs på de förpackningar som ska returneras, administrationsavgifter samt försäljningen av PET-materialet. Företaget har som mål att uppnå  en  lönsamhetsmarginal på minimum 1,5 % för att säkerställa en långsiktig finansiell stabilitet. Returpack ger årligen bidrag till Stiftelsen Håll Sverige Rent.
Returpack lägger mycket pengar på marknadsföring för att öka återvinningen. Det finns ett regeringskrav att återvinningen av PET-flaskor och aluminiumburkar ska uppnå 90%. 2010 var målet uppnått för aluminiumburkar medan siffran för PET-flaskor ännu låg under 90%.
Företaget bildades 1 mars 1984.